# Субботин, Сергей Алексеевич (химик)
Сергей Алексеевич Субботин (1904—1960) — советский химик, лауреат премии имени С. В. Лебедева АН СССР.
Окончил химический факультет ЛГУ (1928), ученик С. В. Лебедева.
С 1928 года работал под руководством своего учителя в лаборатории синтетического каучука, на базе которой в 1931 году был создан опытный завод СК литер Б, позже реорганизованный во Всесоюзный научно-исследовательский институт синтетического каучука. Последняя должность — заместитель директора ВНИИСК.
В 1930-х годах участвовал в запуске и налаживании работы заводов по производству синтетического каучука.
Старший научный сотрудник по специальности «химия каучука и резины» (09.03.1949).
Лауреат премии имени С. В. Лебедева АН СССР в составе авторского коллектива — за работу «Синтетический изопреновый каучук, приближающийся по комплексу к натуральному каучуку».
Награждён орденами «Знак Почёта» (17.05.1939) и Трудового Красного Знамени.
Сочинения:
- Действие высоких температур на вулканизованный натрийбутадиеновый каучук // Журн. резин. пром-сти. — 1935. — Т. 12, № 1. — С. 52-61. — С. В. Лебедев, Субботин С. А., Бугаков Г. И.
- Лебедев С. В. Избранные работы по органической химии: сборник научных трудов. Статьи: Горина Ю. А., Пиотровского К. Б., Субботина С. А. Издательство академии наук СССР, 1958 год. 668 стр.
- Работы С. В. Лебедева в области синтеза каучука / Ю. А. Горин, С. А. Субботин / — М: АН СССР, 1958.- С.597.
- Лебедев, Коблянский, Субботин, Файнштейн, Рейх. Труды опытного завода литер Б. 1933.
- С. В. Лебедев, С. А. Субботин, В. Ф. Евстратов. Труды опытного завода литер Б. 1934.